# Sim Var
En aquest nom cambodjà, el cognom és Sim.
Sim Var (khmer: ស៊ឹម វ៉ា; Tboung Khmum, 2 de febrer de 1906 - París, octubre de 1989) va ser un polític cambodjà, conegut principalment per haver ocupat el càrrec de primer ministre del país entre el juliol de 1957 i el gener de 1958. Juntament amb Chhean Vam i Ieu Koeus, va ser un dels fundadors del Partit Demòcrata, l'abril de 1946. D'ideologia nacionalista, Sim Var es va oposar al protectorat francès de Cambodja, liderant diversos moviments opositors amb altres nacionalitats. Sim Var va ser també ambaixador al Japó durant la dècada de 1970.
Nascut al districte de Kompong Cham, aleshores província de Kampong Cham, la seva família es dedicava al cultiu. És considerat com un dels primers nacionalistes cambodjans. Fundador del Partit Demòcrata, el 1946, juntament amb Chhean Vam i Ieu Keous, tenien l'objectiu de liderar el moviment demòcrata contrari al protectorat francès. També va cofundar el primer diari en khmer del país, el 1939, juntament amb Pach Chheun i Son Ngoc Thanh, conegut com a "Nokor Wat". El febrer de 1947, Var va trobar-se sota arrest, juntament amb 16 membres del Partit Demòcrata més, acusats per part de les autoritats franceses de formar part d'un grup pro-japonès oposat al domini francès de Cambodja. Aleshores va ser enviat a Prey Nokor (actualment la ciutat de Ho Chi Minh) durant nou mesos, entre març i novembre de 1947, i posteriorment a Kompong Cham, on va ser alliberat el 1948. El 1957 va esdevenir el nou primer ministre del país, tot i que només va ocupar el càrrec un any, ja que el 1958 va haver de dimitir a causa de dificultats econòmiques.
El 1962 es va casar amb una dona de Siem Reap anomenada Ma Prakob, amb qui va tenir un fill i una filla. Posteriorment es van divorciar. Més tard va ser ambaixador de Cambodja al Japó, durant el govern de Lon Nol, casant-se amb una dona japonesa anomenada Yoko Kawada. Es creu que Var va participar en el cop d'estat de 1970 que va fer fora Norodom Sihanouk. Quan els khmers rojos van prendre el poder es va refugiar a París, on va viure fins a la seva mort, l'octubre de 1989, a l'edat de 83 anys.